# Ашугандж – Бахрабад
Ашугандж — Бахрабад — елемент газотранспортної системи Бангладеш, який сполучає два газові хаби.
З кінця 1960-х поблизу Ашуганджу ведеться розробка найбільшого газового родовища країни Тітас, першим напрямком видачі продукції з якого стала столиця (газопровід Тітас — Дакка). В подальшому сюди вивели трубопроводи Хабігандж – Ашугандж та Кайлаштіла – Ашугандж, які доправляють ресурс з основного газодобувного регіону на північному сході країни, і спорудили газотранспортний коридор Ашугандж – Бхерамара, що веде на захід Бангладеш. Що стосується розташованого дещо південніше Бахрабаду, то в 1980-х тут почалась розробка газового родовища, ресурс з якого подали на південний схід країни (Бахрабад – Читтагонг) та до столиці (Бахрабад – Дакка).
Для забезпечення маневру ресурсом у 1997 році проклали газопровід Ашугандж — Бахрабад, який має довжину 59 км та виконаний в діаметрі труб 750 мм. Він розрахований на робочий тиск у 6,9 МПа та має пропускну здатність до 12 млн м3 на добу.
У 2017 році завершили прокладання другої нитки таким саме діаметром 750 мм та довжиною 61 км. Вона має робочий тиск 6,9 МПа та пропускну здатність 12,7 млн м3 на добу. Поданий ресурс дозволив підсилити напрямок Бахрабад — Дакка.
Тим часом на тлі стрімко зростаючого попиту в Бангладеш виник дефіцит блакитного палива. Для його покриття в кінці 2010-х на південному сході країни став до ладу термінал для імпорту ЗПГ Мохешкалі. Як наслідок, тепер ресурс може надходити до Бахрабаду через реверсований трубопровід Бахрабад — Читтагонг, що змінює режим роботи цього газового хабу та під'єднаних до нього газопроводів.
Можливо також відзначити, що до трубопроводу Ашугандж — Бахрабад підключений один з виробничих майданчиків родовища Тітас і газові родовища Срікалі та Бангора (а газові родовища Салда та Мегхна видають продукцію через перемички до самого Бахрабаду).